# Khambala
Khambhala fou un petit estat tributari protegit de l'Índia, a l'agència de Kathiawar, prant de Gohelwar, presidència de Bombai. Estava format per dos pobles amb dos tributaris separats. La superfície era de 23 km i la població el 1881 de 890 habitants. Els ingressos el 1881 eren de 600 lliures i pagava un tribut de 40,13 lliures al govern britànic i 11,16 al nawab de Junagarh. La capital era Khambala a uns 30 km al nord-oest de Dhasa.